# Agustín Codazzi (Cesar)
Agustín Codazzi o simplemente Codazzi es un municipio localizado al norte del departamento del Cesar, limita al norte con La Paz, al oeste con El Paso, al sur con Becerril y al este con Venezuela.
Es la tercera ciudad en población e importancia del departamento del Cesar. Es un importante centro en producción agroindustrial, agrícola y ganadera en el departamento. Además es el 8° Productor de carbón de Colombia. Posee una situación geográfica estratégica que favorece su integración con los mercados regionales y los principales centros exportadores del país.
Se encuentra a 60 km de la capital del departamento Valledupar y a muy pocos km de la frontera de Venezuela.

## Toponimia

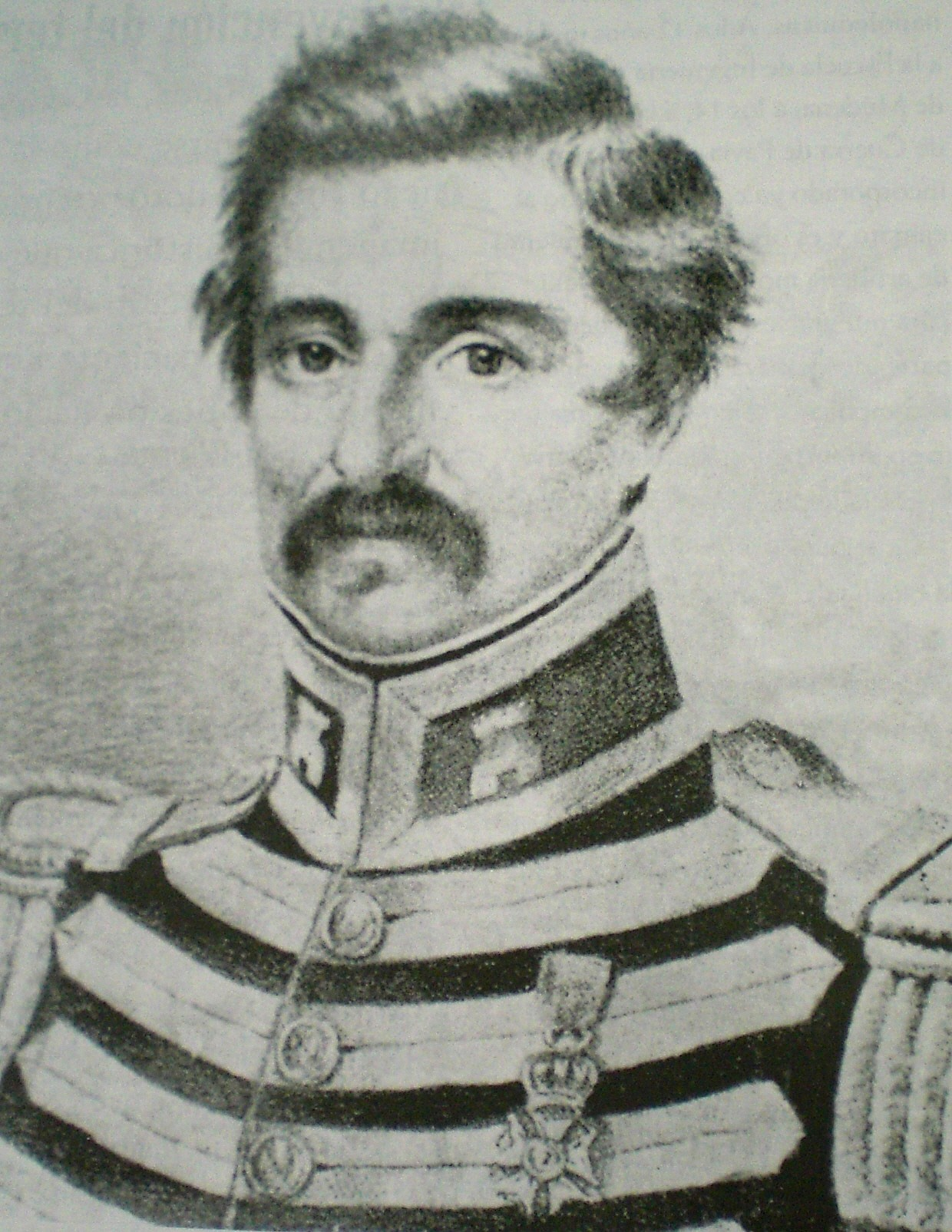
Agustín Codazzi.

La creación de este municipio fue el cura Leandro María de Algezáres, quien da el nombre de Agustín Codazzi en honor al militar y geógrafo italiano (año 1958).

### Agustín Codazzi
Agustíno Codazzi, Nació el 12 de julio de 1793, en la ciudad de Lugo (Italia).
Durante el período 1850-1859 Codazzi recorrió todo lo que hoy es Colombia en la llamada Comisión Corográfica, que fue un conjunto de geógrafos y naturalista encargados de cartografiar el país. Sin embargo cuando se disponía a recorrer lo que es el Caribe Colombiano lo sorprendió un ataque de malaria que lo llevó a su muerte en la población del Espíritu Santo el 7 de febrero de 1859, hoy denominada Codazzi en su honor.

## Historia
Esta localidad en sus comienzos (1702) se llamaba "Espíritu Santo" y fue el capitán Salvador Félix Arias, Gobernador de la Provincia de Santa Marta, quien la fundó en terrenos cedidos para tal fin (existen versiones de que fue el Capitán Félix de Torres quien la funda en el año 1784.
Estos terrenos eran reclamados por los indígenas que venían de la Serranía del Perijá, obligando al capitán Salvador Arias a huir.

### Reseña histórica
La localidad de Agustín Codazzi antes de llegar hasta la categoría de municipio, fue conocida e hizo parte del recordado Robles, época en la cual el Padre Leandro María de Algezáres inició la gesta para la desagregación municipal, conocida en nuestros días, nacional e internacionalmente, como Agustín Codazzi o sencillamente Codazzi.
La creación del municipio de Agustín Codazzi fue propuesta mediante Decreto N.º179 del 25 de febrero de 1958 de la Gobernación del Departamento del Magdalena, seguidamente aprobada mediante resolución N.º 0265 del 9 de abril de 1958 del Ministerio de Gobierno y confirmada a través de la Ordenanza N.º 122 del 12 de noviembre de 1958, expedida por la Honorable Asamblea Departamental de Magdalena.

## Limite municipal
| Noroeste: La Paz  | Norte: La Paz | Nordeste: Venezuela |
| Oeste: La Paz     |               | Este: Venezuela     |
| Suroeste: El Paso | Sur: Becerril | Sureste: Becerril   |

## División Político-Administrativa
Además de su Cabecera municipal. Agustín Codazzi tiene bajo su jurisdicción los centros poblados:
- Casacará
- Llerasca
- Punta Arrecha
- San Ramón

## Área metropolitana de Valledupar
Agustín Codazzi hace parte del área metropolitana de Valledupar es la conurbación que tiene como núcleo a Valledupar; sus otros miembros son: La Paz, Manaure Balcón del Cesar, San Diego. Fue creada en 2005 y posee una población total estimada por el DANE en 2010 de 504.868 habitantes.

## Geografía

### Límites del municipio
Limita por el norte con el municipio de La Paz, por el sur con el municipio de Becerril, por el occidente con el municipio de El Paso y por el oriente con la serranía del Perijá, que sirve de límite natural entre Colombia y Venezuela.

### Descripción Física
El municipio de Agustín Codazzi se encuentra ubicado en la parte norte del departamento del Cesar a 1 hora aproximadamente de la capital del departamento, Valledupar (59 km). Está conformado por 4 corregimientos, 46 veredas y 42 barrios.

### Clima
Varía ligeramente en la región porque se encuentra en la zona de dominios tropicales, donde las características generales del clima son elevadas temperaturas y escasa oscilación térmica anual, aunque varía también por la altitud de las montañas. El municipio cuenta con dos estaciones lluviosas y dos estaciones secas durante todo el año, el promedio de la temperatura oscila entre los 19°,4 °C y 34° °C, no es raro que durante los meses de septiembre a enero se presenten granizadas ya que el municipio se encuentra ubicado al margen izquierdo de la serranía del Perijá y estos meses son de alta lluviosidad.
En cuanto a las temperaturas, según los datos acumulados por el IDEAM en su estación meteorológica ubicada a las afueras del municipio, la temperatura anual es 29,5 °C, con máximas y mínimas de 24 °C y 35 °C respectivamente, la temperatura máxima histórica registrada es de 44.5 °C el 29 de agosto de 2008 y la mínima de 17 °C. El mes más caluroso es julio con un promedio de 31 °C y los meses más frescos son diciembre y enero con 22 °C.
| Cuadro Climático de Agustín codazzi                     | Cuadro Climático de Agustín codazzi | Cuadro Climático de Agustín codazzi | Cuadro Climático de Agustín codazzi | Cuadro Climático de Agustín codazzi | Cuadro Climático de Agustín codazzi | Cuadro Climático de Agustín codazzi | Cuadro Climático de Agustín codazzi | Cuadro Climático de Agustín codazzi | Cuadro Climático de Agustín codazzi | Cuadro Climático de Agustín codazzi | Cuadro Climático de Agustín codazzi | Cuadro Climático de Agustín codazzi |             |
| Temperatura (°C)                                        | Temperatura (°C)                    | Temperatura (°C)                    | Temperatura (°C)                    | Temperatura (°C)                    | Temperatura (°C)                    | Temperatura (°C)                    | Temperatura (°C)                    | Temperatura (°C)                    | Temperatura (°C)                    | Temperatura (°C)                    | Temperatura (°C)                    | Temperatura (°C)                    |             |
| Mes                                                     | Ene                                 | Feb                                 | Mar                                 | Abr                                 | May                                 | Jun                                 | Jul                                 | Ago                                 | Sep                                 | Oct                                 | Nov                                 | Dic                                 |             |
| ------------------------------------------------------- | ----------------------------------- | ----------------------------------- | ----------------------------------- | ----------------------------------- | ----------------------------------- | ----------------------------------- | ----------------------------------- | ----------------------------------- | ----------------------------------- | ----------------------------------- | ----------------------------------- | ----------------------------------- | ----------- |
| Mínima promedio                                         | 21,2                                | 22,4                                | 23,9                                | 24,2                                | 24,5                                | 23,6                                | 24,7                                | 25,2                                | 21,6                                | 20,4                                | 21,5                                | 19,9                                |             |
| Promedio                                                | 27,9                                | 28,7                                | 29,1                                | 29,9                                | 31,3                                | 33,4                                | 30,3                                | 29,3                                | 27,5                                | 25,9                                | 25,0                                | 24,0                                |             |
| Máxima promedio                                         | 28,6                                | 29,8                                | 30,2                                | 33,1                                | 35,1                                | 34,3                                | 35,3                                | 35,1                                | 32,5                                | 31,5                                | 30,4                                | 29,6                                |             |
| Máxima Absoluta                                         | 35,5                                | 38,7                                | 36,4                                | 39,5                                | 39,3                                | 42,5                                | 43,3                                | 40,8                                | 38,5                                | 36,6                                | 38,9                                | 32,0                                |             |
| Mínima Absoluta                                         | 16,5                                | 18,7                                | 20,4                                | 21,5                                | 20,3                                | 20,6                                | 21,1                                | 23,4                                | 17,2                                | 19,3                                | 18,6                                | 16,4                                |             |
| Precipitación, brillo solar, humedad relativa y vientos |                                     |                                     |                                     |                                     |                                     |                                     |                                     |                                     |                                     |                                     |                                     |                                     |             |
| Mes                                                     | Ene                                 | Feb                                 | Mar                                 | Abr                                 | May                                 | Jun                                 | Jul                                 | Ago                                 | Sep                                 | Oct                                 | Nov                                 | Dic                                 |             |
| Precipitación promedio (mm)                             | 150                                 | 80                                  | 57                                  | 63                                  | 150                                 | 91                                  | 59                                  | 108                                 | 110                                 | 210                                 | 218                                 | 220                                 |             |
| Días lluvia                                             | 11                                  | 8                                   | 6                                   | 6                                   | 12                                  | 9                                   | 7                                   | 6                                   | 12                                  | 14                                  | 14                                  | 16                                  |             |
| Humedad relativa (%)                                    | 50                                  | 58                                  | 58                                  | 64                                  | 72                                  | 70                                  | 65                                  | 68                                  | 73                                  | 76                                  | 46                                  | 42                                  |             |
| Brillo Solar (horas/mes)                                | 282                                 | 246                                 | 244                                 | 205                                 | 192                                 | 201                                 | 218                                 | 215                                 | 186                                 | 201                                 | 226                                 | 259                                 |             |
| Velocidad del viento (km/h)                             | 3.6                                 | 4.1                                 | 5.6                                 | 2.8                                 | 2.9                                 | 3.5                                 | 4.1                                 | 4.6                                 | 3.1                                 | 2.7                                 | 3.8                                 | 4.3                                 |             |
| Estación Meteorológica: IDEAM                           | Estación Meteorológica: IDEAM       | Estación Meteorológica: IDEAM       | Promedios anuales                   | Promedios anuales                   | Temperatura                         | Temperatura                         | Temperatura                         | Precipitación                       | Precipitación                       | Precipitación                       | Precipitación                       | Brillo Solar                        | Vel. viento |
| Estación Meteorológica: IDEAM                           | Estación Meteorológica: IDEAM       | Estación Meteorológica: IDEAM       | Promedios anuales                   | Promedios anuales                   | Min                                 | Med                                 | Max                                 | Total                               | Lluvia                              | Humedad                             | Humedad                             | Brillo Solar                        | Vel. viento |
| Estación Meteorológica: IDEAM                           | Estación Meteorológica: IDEAM       | Estación Meteorológica: IDEAM       | Promedios anuales                   | Promedios anuales                   | °C                                  | °C                                  | °C                                  | mm                                  | Días                                | %                                   | %                                   | horas                               | km/hora     |
| Estación Meteorológica: IDEAM                           | Estación Meteorológica: IDEAM       | Estación Meteorológica: IDEAM       | Promedios anuales                   | Promedios anuales                   | 22,9                                | 28,4                                | 34,8                                | 961                                 | 86                                  | 67                                  | 67                                  | 223                                 | 10.76       |

## Economía
Fue conocida como La ciudad blanca de Colombia por estar enclavada en una región que fue líder en la producción algodonera.
Agustín Codazzi, a pesar de haber vivido diferentes hitos en su transcurrir tal como la bonanza algodonera y de haber sufrido la violencia de grupos armados ilegales es hoy un municipio que se proyecta como la capital agroenergética de Colombia, debido a que en su jurisdicción está ubicada la primera planta de biodiésel de Colombia y una de las primeras de América Latina, de igual modo, se avizora el montaje de una planta de alcohol carburante a partir del cultivo de yuca industrial.
Además, hace parte de uno de los proyectos carboníferos más grandes del mundo conocido como "El Descanso", el cual le permitirá a la empresa multinacional Drummond producir 50 millones de toneladas anuales. Esto, sin dejar de lado la vocación agrícola y pecuaria que siempre la ha caracterizado, resaltando que es el primer municipio productor de café en la región Caribe, con más de 5.700 hectáreas cultivadas, es la segunda ciudad del Cesar en la cría de ganado bovino con más de 132.000 cabezas en pie y ostenta un gran potencial frutícola existente la serranía del Perijá.

## Transporte

### Infraestructura vial
La malla vial de Agustín Codazzi se estructura como un hexágono cuyo centro lo constituye la carrera 16. Se ingresa a la ciudad por tres carreteras nacionales: al norte, desde Valledupar se entra a la ciudad a través de la glorieta las guitarras; por el sur, se ingresa por la carretera Bucaramanga - Agustín Codazzi; al norte se encuentra la vía nacional que comunica con San Diego, Valledupar y la Guajira. Otras vías de doble calzada y cuatro carriles son la Variante de Oriente.

#### Transporte intermunicipal
Operan en Agustín Codazzi las empresas de largo alcance con salidas diarias y regulares a Bogotá, Bucaramanga, Barranquilla, Cartagena, Riohacha, y las poblaciones aledañas.

## Símbolos

### Escudo
El escudo del Municipio se encuentra dividido en cuatro partes, la parte superior izquierda presenta una alegoría a las fiestas religiosas de la divina pastora, en la parte superior derecha la serranía del Perija, muestra los frutos y productos agrícolas como son el café, el maíz y el algodón que brotan de los cuernos, al igual que el arco y las flechas que hacen remembranzas a los indígenas yukpa, pobladores ancestrales de sus territorios.

### Bandera

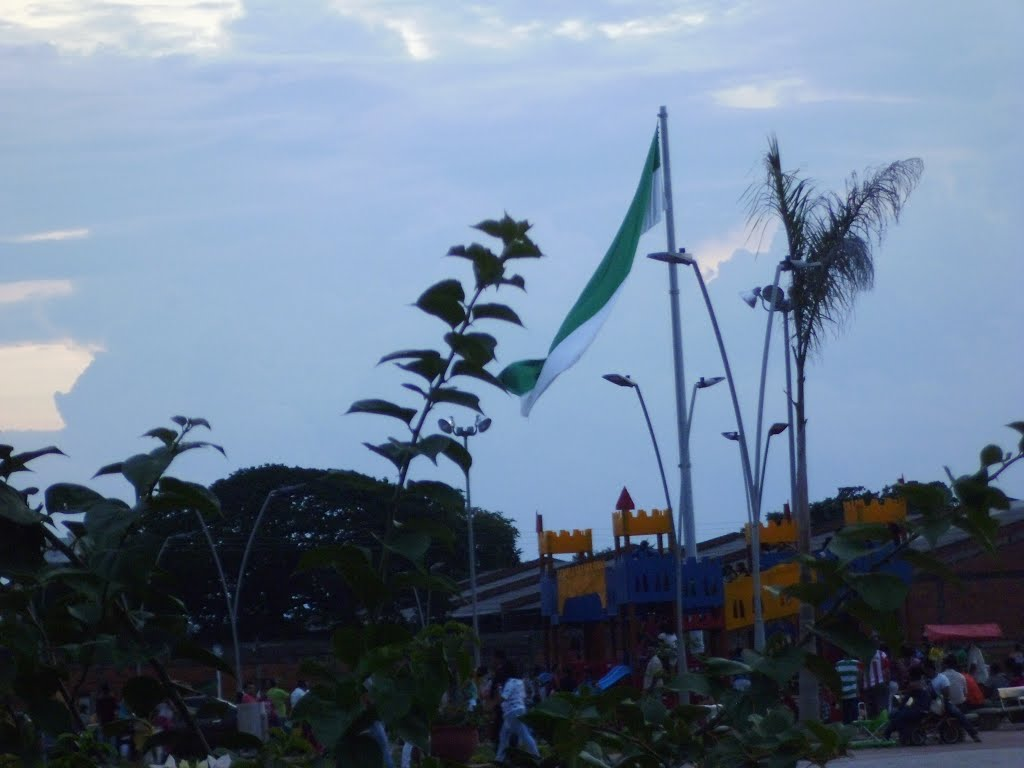
Bandera de Agustín Codazzi

la bandera del Municipio de Agustín Codazzi consta de dos colores, blanco y verde, con estos colores se resalta las grandes elevaciones de la serranía del Perijá y la actividad algodonera.

### Otros símbolos
El algodón es uno de los símbolos del Municipio por lo cual fue llamada la ciudad blanca de Colombia y que lo llevó al momento estelar de Agustín Codazzi cuando este cultivo (entre 1958 y 1975), convirtió a Agustín Codazzi en la capital algodonera de Colombia y le mereció el título de ciudad blanca. En 1960, con 20.980 hectáreas sembradas, se convirtió en el primer productor nacional de algodón, seguido de lejos por Armero, Tolima, con 14,209 hectáreas. Y el número de hectáreas habría de llegar a 60,000 en 1975, para decrecer rápidamente con la crisis algodonera.

## Ecología
En el municipio de Agustín Codazzi, se tiene gran interés en la preservación de la fauna y flora, se han realizado campañas de preservación de los afluentes del Río Margiriaimo el cual en sus torrentes genera un ecosistema rico en diversas especies tanto animal como vegetal.

### Fauna
La serranía del Perijá es un importante albergue para la fauna asociada a los diferentes sistemas vegetales, reportan datos que permiten comparar su biodiversidad faunística con el resto del país, allí se encuentran 19.8% de aves, 3.1% de anfibios, 5.6% de reptiles, 9.6% de mamíferos. En cuanto a la avifauna endémica que poseen ámbitos geográficos restringidos, de los registros realizados, 4 especies están amenazadas, 3 en peligro: Pyrrhuracaeruliceps, se encuentran Metallura iracunda, Asthenes perijana , Pauxi pauxi guilliardi, trepatroncos (Xiphocolaptes promerropirhinchus sanctamartae); los cucaracheros (Henicorhina leucophrys anachoreta y Henicorhina leucophrys bangsi); el colibrí (Ramphomicron dorsale) y los pericos (Pyrrhura viridicata y Myoborus flavivertex). Para herpetofauna, se detectaron 24 especies de anfibios, pertenecientes a 9 familias de anuros: Ranidae, Leptodactylidae, Leiuperidae, Hylidae, Dendrobatidae, Centrolenidae, Bufonidae, brachycephalidae, Aromobatidae. 29 especies de reptiles, pertenecientes a 12 familias que incluyen lagartos y serpientes, lo mismo para la composición de mamíferos está dada por 44 especies.

### Flora

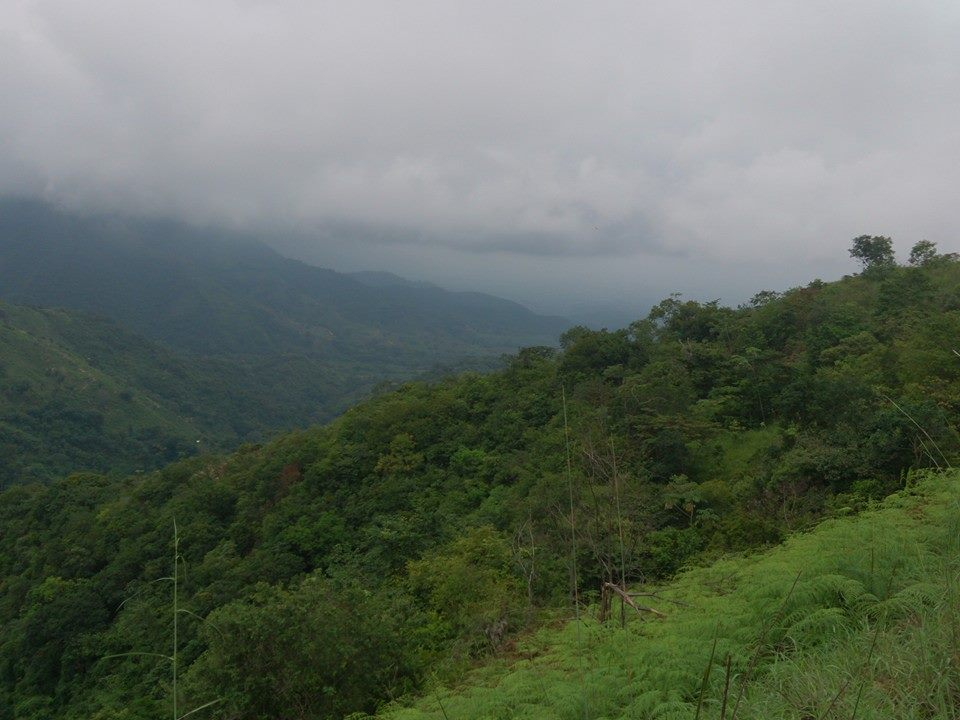
Serranía del Perijà.

En el valle del río Cesar, según el sistema de clasificación de zonas de vida de Holdridge, este zonobioma corresponde al bosque seco tropical (bs-T), localizado en piso basal sobre relieve plano a ligeramente inclinado, altura entre 0 y 200 m s. n. m., piso bioclimático ecuatorial cálido, provincia de humedad en transición de semihúmeda a semiárida.
En este sector la vegetación predominante son bosques intervenidos (Algarrobo, almendro, cadillo, caracolí, diomate, guayacán carrapo, piñón de oreja, algarrobo, gualanday, chitalo, balso, payandé, Igua, ceiba roja, ceiba, samán, roble morado, el guácimo, hobo, palma de vino, indio desnudo, matarratón, carreto, mosquero y caucho). Actualmente el bosque ha sido
objeto de gran intervención sobre todo hacia aquellas especies de valor comercial que conforman el estrato superior, principalmente la ceiba roja, roble morado y algarrobo, cuya presencia ha disminuido a niveles críticos. En las circunstancias actuales, representa un ecosistema sumamente frágil, en razón del grado de intervención y de la pequeña área que
ocupa.
De igual modo existen Rastrojo medio a bajo, que son áreas compuestas de arbustos y árboles pequeños de segundo crecimiento, en diferentes etapas de sucesión, con presencia de matorrales altos y bajos que se encuentran generalmente hacia las márgenes de los cursos de agua, algunas veces mezclados con vegetación herbácea, pudiendo ser el resultado de talas de
bosque o abandono de potreros. Las especies características de este tipo de vegetación son el chaparro, Chaparro bobo, naranjuelo, pelá, peralejo, Pringamoza, cacto epifito, palma de cuesco, palma sancona, burilico, y totumo: Esta vegetación conforma un ecosistema de gran importancia por la función protectora de las corrientes de agua.
La Serranía del Perijá es un ecosistema de gran biodiversidad, el cual contiene especies de gran importancia para la sostenibilidad ambiental del territorio. Existen Bosques Intervenidos y no intervenido, rastrojos medios, vegetación gramínea de páramo, y vegetación de Páramo. La productividad del bosque está representada por el valor comercial de algunas de sus
maderas predominantes, especialmente el amarillo y cedrillo. Sin embargo, por estar sobre relieve abrupto y con gran variedad de especies típicas de los climas templado y frío en vía de extinción, la productividad se debe revertir hacia su función protectora y de conservación de la biodiversidad de alta fragilidad por estar sobre colinas con pendientes fuertes y sometido a la presión colonizadora para ampliar la frontera agrícola. Su calidad como ecosistema se manifiesta en la variedad de especies, su productividad forestal corresponde a la acción protectora para conservación de suelos y aguas y su valor comercial como productor de madera bajo sistemas de aprovechamiento con severas restricciones.
Los rastrojos de la Serranía del Perija, predominan en las partes más bajas de la formación subandina, normalmente entre los 1000 y 1500 m s. n. m., en áreas ya deforestadas dedicadas a actividades agrícolas y ganaderas, Posteriormente abandonadas. La importancia de esta vegetación está en la función protectora de las corrientes de agua que circulan a través de ella.
Los bosques primarios, son gran importancia debido a que por la alta pluviosidad mantiene arroyos y quebradas y por tal razón se considera como de alta productividad biótica para el mantenimiento del recurso hídrico, entre esta vegetación tiene vegetación graminoide de páramo, se encuentra en el piso alto Andino, por encima de los 3000 m s. n. m., desarrollada en
relieve abrupto y pendientes mayores del 50 %, hay predominio de un estrato herbáceo de macollas, gramíneas y arbustos de baja altura. Las especies predominantes son frailejón, chite, colorado y valeriana. Representa un ecosistema muy valioso por su carácter protector de corrientes hidrográficas de vital importancia para el suministro de agua, tanto para el hombre
como para los animales y las plantas.

## Turismo

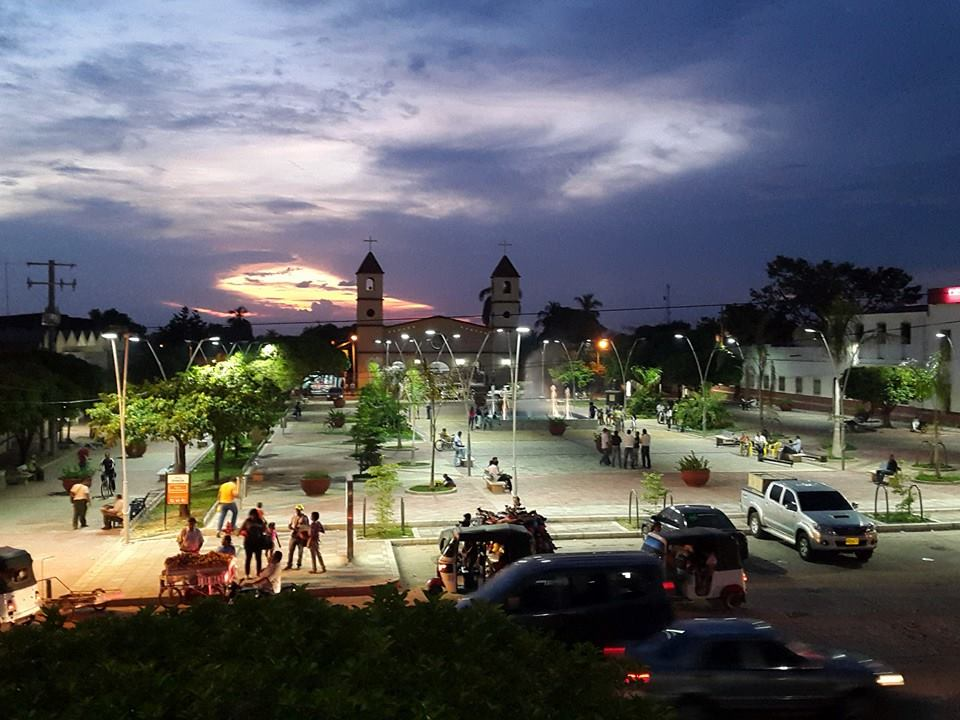
Plaza principal Alfonso Ávila.

En Agustín Codazzi el río Magiriaimo es uno de los lugares turísticos del municipio ya que posee en sus alrededores gran diversidad de especies vegetales y animales. El sector hotelero no tiene gran importancia y por eso su bajo crecimiento. En el municipio se realiza el Festival de música vallenata en guitarras y su feria ganadera atrayendo gran número de visitante de las zonas vecinas principalmente de Valledupar. Estas festividades son realizadas en los meses de agosto y noviembre respectivamente, durante estos días la ocupación hotelera puede llagar al 100%.
Plazas hoteleras de Agustín Codazzi en 2011
| Tipo          | Tipo        | Establecimientos | Habitaciones |
| ------------- | ----------- | ---------------- | ------------ |
| Hoteles       | 3 estrellas | 4                | 65           |
| Hoteles       | 2 estrellas | 2                | 36           |
| Total         |             | 6                | 101          |
| Apartahoteles | 3 estrellas | 1                | 15           |
| Apartahoteles | Total       | 1                | 15           |
| TOTAL         | TOTAL       | 7                | 116          |

Se espera que para los próximos años el municipio cuente con un ecoparque en la serranía del Perijá para proteger la flora, fauna y los nacimientos de agua que se encuentran en las alturas de las montañas y esto a su vez atraiga gran número de turistas amantes de la naturaleza. Además con la bonanza carbonera y agro-energética de la zona el sector hotelero tenga un crecimiento aceptable para los próximos años.
El municipio Agustín Codazzi cuenta con 10 colegios públicos y 8 privados, donde se resaltan por parte de los públicos el colegio nacional (ColNal) y e gimnasio de la Sabiduría.

## Cultura

### Festival de Música vallenata en guitarras

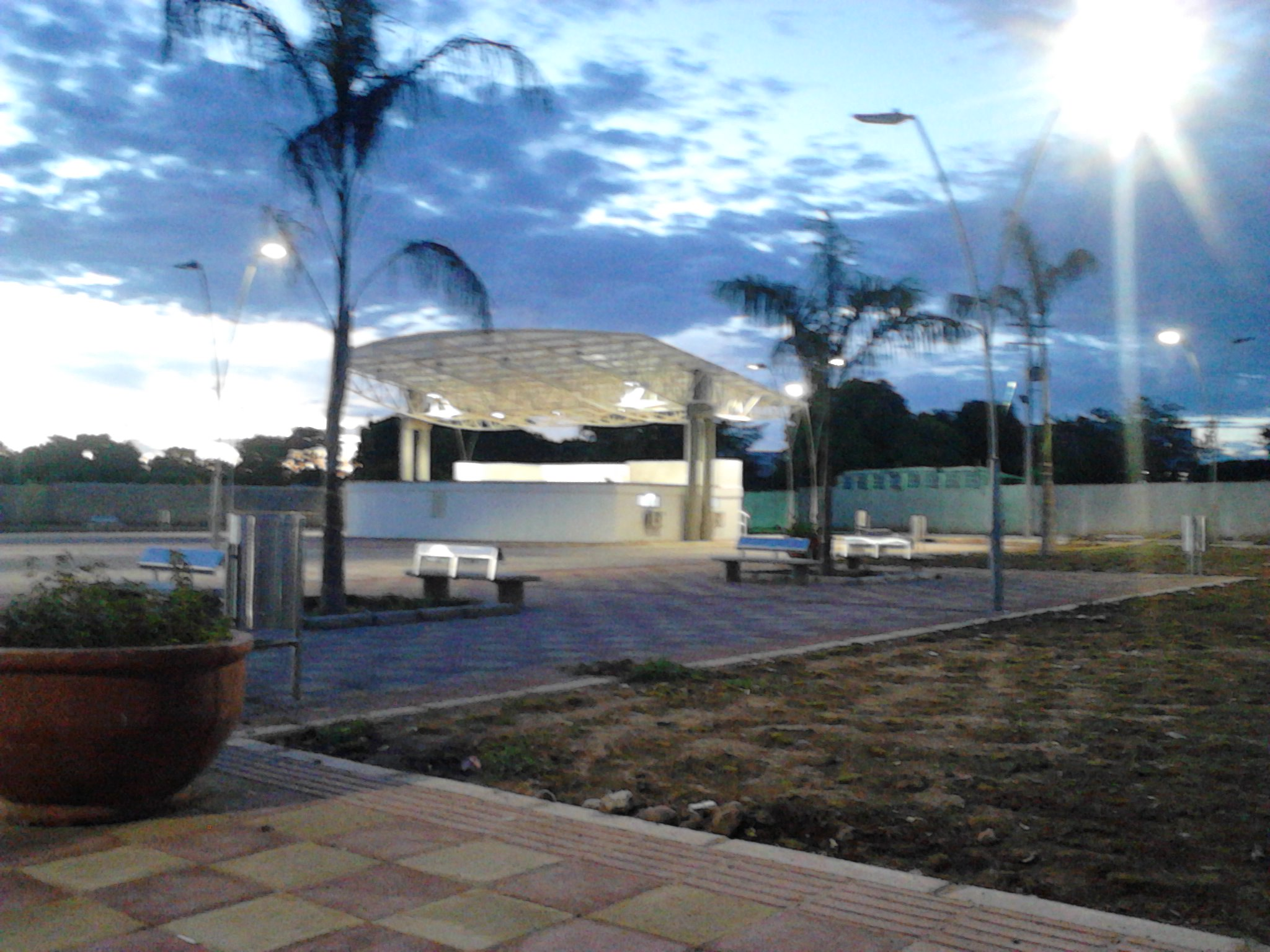
Tarima principal del Parque de la Guitarra.

El municipio de Agustín Codazzi tiene como principal evento cultural y turístico el Festival De Música Vallenata en Guitarras. Fundado desde 1987, en los aires de música tradicional en tríos, paseo y merengue. En agosto de 2022 se celebró la 35.ª versión y fue declarado patrimonio cultural. Además se celebra las fiestas patronales de la Divina Pastora.

Es catalogado por el ministerio de cultura como uno de los 17 festivales de música tradicional más importante del país, el primero en su género a nivel nacional.
Es importante destacar que el certamen goza de una gran aceptación por parte del guitarristas y compositores del ámbito nacional, año tras año ha venido aumentando el número de participantes, lo que ha permitido el interés de los medios de comunicación, televisivos, radiales y escritos para realizar el cubrimiento y difusión de este magno evento.

## Servicios

### Educación

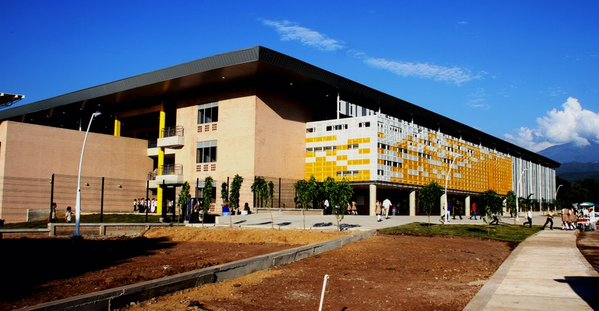
Centro Integrado de Educación del municipio Agustín Codazzi.

En la ciudad hay ubicado un CERES donde la Universidad Popular del Cesar tiene extensión con diversas carreras agrupadas en las facultades de Ingeniería y Tecnologías ( Técnico profesional Agroindustrial, Técnico profesional De Sistemas y Técnico profesional en Electrónica), Además se espera que en unos años empiecen a dictarse carreras profesionales de gran valor regional y nacional.

### Salud
Existen en la ciudad un hospital público: El Hospital Agustín Codazzi de primer nivel y segundo nivel Además de varios puestos de salud en los distintos barrios de la ciudad.
Cuenta también con una Liga de Lucha contra el Cáncer. Clínicas privadas como la Clínica Codazzi (Sermultisalud) y la Clínica San Martin.

### Defensa
En la Jurisdicción de Agustín Codazzi se encuentra el Batallón de Artillería de alta montaña, adscrito a la 10.ª Brigada del Ejército Nacional de Colombia

### Acueducto
En la ciudad de Agustín Codazzi la cobertura actual del servicio es del 95.%, el agua es tomada del río Magiriaimo y la distribución del servicio está a cargo de la empresa Municipal Emcodazzi.

### Alcantarillado
La cobertura del sistema de alcantarillado es del 81% y recoge las aguas residuales del casco urbano del municipio de Agustín Codazzi, las cuales son trasportadas por colectores y emisarios finales hasta una tubería de conducción de 30" hasta el sistema de tratamiento de aguas residuales el cual esta conformado por 7 lagunas de oxidación (2 lagunas primarias anaeróbicas, 3 lagunas secundarias facultativas y 2 lagunas terciarias aeróbicas o de desafección), posterior a su tratamiento son vertidas a través de una tubería de 27" hasta el cuerpo receptor denominando "Caño Culebras" este servicio es prestado por la empresa de servicios públicos de Agustín Codazzi EMCODAZZI.

### Gestión de residuos sólidos
La recolección de residuos sólidos, esta se realiza por medio de la empresa INTERASEO, que recoge unas 27 toneladas de residuos diarios aproximadamente. La tarifa de este servicio se ha incrementado visiblemente, en especial en el sector comercial, debido a que el municipio no cuenta con un relleno sanitario, por lo que es necesario darle manejo a los residuos en el relleno sanitario Los Corazones, ubicado en la ciudad de Valledupar.

### Energía
Existe una subestación ubicada al occidente de la ciudad perteneciente a la firma Transelca que distribuye energía eléctrica al 85% de los hogares Codacenses, el 15% la población que se encuentra sin cobertura esta en la zona rural.  La energía eléctrica distribuida en la ciudad pertenece a la interconexión eléctrica nacional. Desde la administración entrante se empieza a pensar en el fomento de grandes empresas y fomento de la industria pero el municipio en la actualidad no posee tal capacidad a pesar de los grandes yacimientos de carbón en sus cercanías.

## Estructura organizacional municipal
| Agustín Codazzi | Agustín Codazzi | Agustín Codazzi            |
| Departamento    | Código DANE     | Categoría municipal (2023) |
| --------------- | --------------- | -------------------------- |
| Cesar           | 20013           | Quinta                     |

- Personería: Es un centro del Ministerio Público de Colombia que ejerce, vigila y hace control sobre la gestión de las alcaldías y entes descentralizados; velan por la promoción y protección de los derechos humanos; vigilan el debido proceso, la conservación del medio ambiente, el patrimonio público y la prestación eficiente de los servicios públicos, garantizando a la ciudadanía la defensa de sus derechos e intereses.

- Concejo Municipal: Es la suprema autoridad política del municipio. En materia administrativa sus atribuciones son de carácter normativo. También le corresponde vigilar y hacer control político a la administración municipal. Se regulan por los reglamentos internos de la corporación en el marco de la Constitución Política Colombiana (artículo 313) y las leyes, en especial la Ley 136 de 1994 y la Ley 1551 de 2012.

Constituido por 15 concejales por un periodo de 4 años. 
- Alcaldía Municipal: En esta se encuentra la administración municipal y las entidades descentralizadas del municipio.

El Alcalde se pronuncia mediante decretos y se desempeña como representante legal, judicial y extrajudicial del municipio. El actual Alcalde municipal es Hernán Baquero Rodríguez (2024-2027), elegido por voto popular.
- JAL. Sin constitución alguna en los corregimientos del municipio.

## Servicios públicos
- Energía Eléctrica: Afinia, del grupo EPM, es la empresa prestadora del servicio de energía eléctrica.
- Gas Natural: Vanti es la empresa distribuidora y comercializadora de gas natural en el municipio.